# 巴特爾克里克 (愛荷華州)
巴特爾克里克（英語：Battle Creek）是美国艾奥瓦州艾達縣下轄的一个城市。2010年人口统计为713人。